# 막상스 카케레
막상스 카케레(프랑스어: Maxence Caqueret, 2000년 2월 15일 ~ )는 프랑스의 축구 선수이다. 그의 포지션은 미드필더로, 현재 세리에 A의 코모에서 활약하고 있다.

## 클럽 경력
카케레는 리옹 유소년 팀을 졸업한 뒤 2019년 1월 5일, 그는 2-0으로 이긴 부르주 18과의 쿠프 드 라 리그 원정 경기에서 72분에 우셈 아우아르와 교체 투입되어 1군 데뷔전을 치렀다. 11월 30일, 카케레는 2-1로 이긴 스트라스부르와의 리그 1 경기에서 막스웰 코르네의 선제골에 어시스트를 기록하며 리그 데뷔전을 치렀다. 2020년 1월 4일, 카케레는 부르캉브레스 01과의 쿠프 드 프랑스 경기에서 프로 데뷔골을 기록했다.

## 수상 내역
리옹
- 쿠프 드 라 리그 준우승: 2019–20[5]